# بيت ضيافة (المغرب)
البيوت الضيافة، المصنفة أحيانًا بمصطلح "الرياض - بيوت الضيافة" (RMH)، هي أنواع من أماكن الإقامة السياحية في المغرب.

## تسيير
بيت الضيافة هو نوع من مكان الإقامة السياحية المحدد في المادة 3 من القانون رقم 80-14. يشير إلى "منشأة تجارية تأخذ شكل فيلا أو منزل، وتتسع لعدد معين من الغرف المستأجرة والأجنحة، والحد الأدنى والحد الأقصى للسعة يتم تحديده باللوائح، وتعرض للإيجار غرفًا و/أو أجنحة مجهزة، وتقدم بشكل إضافي خدمات المطاعم والترفيه". توجد بيوت الضيافة في منازل خاصة ذات سمات خاصة، والتي تعرف وفقًا لقانون 13 يونيو 2002 بأنها يمكن أن تكون منازل قديمة، أو رياض، أو قصور، أو قصبات، أو فيلات، تقع داخل أسوار المدينة، على طول مسار سياحي، أو في موقع سياحي رئيسي (المادة 2).
تصنف القوانين المغربية بيوت الضيافة إلى ثلاث فئات: "المنزل الساحر"، "الفئة الثانية"، و "الفئة الأولى".
تعتبر بيت الضيافة، المتميز عن الفنادق التقليدية، في طريقها إلى "الفندقة" (مصطلح جديد يشير إلى اقترابها من خدمات تشغيل الفنادق)، وهو ما يتم تشجيعه من قِبل المؤسسات المغربية.
تميل التحليلات المتخصصة أيضًا إلى استخدام تعبير "رياض (بيوت) ضيافة" (RMH) في المنشورات لتأهيلهم, ، (رشيدة صايغ بوستا ، 2004).

## تاريخ
يبدو أن مراكش هي أول مدينة في المغرب التي استضافت بيت الضيافة في عام 1929. يمكن اعتبار هذا النوع الجديد من الإقامة السياحية متحفظ الأصل على "الفنادق غير المصنفة التي استقروا في الرياضات الكبيرة والمنازل التقليدية القديمة".
بسبب قلة التحكم فيها، استغرق الأمر حتى النصف الثاني من العقد الثاني من القرن الحادي والعشرين ليصدر الحكومة المغربية قوانين للسيطرة على انتشار وحدات الإقامة غير المعلنة.
تأسست جمعية بيوت الضيافة في مراكش والجنوب في عام 2001. إنه أصل ميثاق الجودة والخدمات ، المكتوب في عام 2002

## الأرقام
إذاً، إذا كانت المدينة العتيقة في مراكش هي المكان الذي يبدو فيه هذا الظاهرة متطورة بشكل كبير، فقد كانت تحتوي على 14 مؤسسة في عام 1999 (2 في عام 1996)، وفي بداية العقد الأول من القرن الحادي والعشرين (2000-2010)، لا يقل عدد بيوت الضيافة عن 700/750 بيتًا. ومن بين هذا العدد، يُعتبر أن 420 منها تعود لأصحاب أجانب.